# Československá hokejová reprezentace v sezóně 1923/1924
Československá hokejová reprezentace v sezóně 1923/1924 sehrála celkem 4 zápasy.

## Přehled mezistátních zápasů
| Pořadí | Datum          | Soupeř    | Výsledek              | Soutěž                    | Místo utkání |
| ------ | -------------- | --------- | --------------------- | ------------------------- | ------------ |
| 27.    | 28. ledna 1924 | Kanada    | 0:30 (0:8, 0:14, 0:8) | Zimní olympijské hry 1924 | Chamonix     |
| 28.    | 31. ledna 1924 | Švédsko   | 3:9 (1:5, 1:1, 1:3)   | Zimní olympijské hry 1924 | Chamonix     |
| 29.    | 1. února 1924  | Švýcarsko | 11:2 (4:0, 3:2, 4:0)  | Zimní olympijské hry 1924 | Chamonix     |
| 30.    | 7. února 1924  | Švédsko   | 2:3pp (1:1,1:1,0:1)   | Jean Potin Cup 1924       | Paříž        |

## Bilance sezóny 1923/24
| Soupeř    | Zápasy | Výhry | Remízy | Prohry | Skóre |
| --------- | ------ | ----- | ------ | ------ | ----- |
| Kanada    | 1      | 0     | 0      | 1      | 0:30  |
| Švédsko   | 2      | 0     | 0      | 2      | 5:12  |
| Švýcarsko | 1      | 1     | 0      | 0      | 11:2  |
| Celkem    | 4      | 1     | 0      | 3      | 16:44 |